# Muchomůrka šiškovitá
Muchomůrka šiškovitá (Amanita strobiliformis (Paulet ex Vittad.) Bertill. 1866) je nehojně se vyskytující houba z čeledi muchomůrkovitých sekce Lepidella. Roste v teplejších oblastech pod listnatými stromy. Dříve (více-méně donedávna) byla považována za jedlou, novější publikace ji uvádějí jako nejedlou a za syrova slabě jedovatou.

## Synonyma
- Amanita solitaria f. strobiliformis (Paulet ex Vittad.) Cetto 1983
- Amanita solitaria var. strobiliformis (Paulet ex Vittad.) Costantin et L.M. Dufour 1891
- Hypophyllum strobiliforme (Paulet ex Vittad.) Paulet 1812

## Vzhled

### Makroskopický
Klobouk dosahuje 60 - 150 (250) milimetrů, v mládí je téměř kulovitý, v dospělosti vyklenutý, ve stáří plochý až vmáčklý. Zbarvení pokožky je zprvu bílé, později od temene šedohnědavé. Povrch kryje velum, které se během růstu rozpadá na větší políčka. Ta jsou zbarvená jako pokožka klobouku nebo sytěji.
Lupeny mají v mládí bílou barvu, u zralých plodnic jsou krémové.
Třeň dosahuje 120 - 200 × 15 - 30 (50) milimetrů, je bílý a směrem dolů se rozšiřuje v nápadnou kořenující hlízu, která bývá usazena hluboko v půdě. V horní části nese shora rýhovaný prsten, spodní část kryjí šedavě hnědnoucí útržky vela.
Dužnina houby je bílá, má vláčnou a hustou konzistenci. Páchne zemitě aromaticky.

### Mikroskopický
Výtrusný prach je krémový spóry mají elipsovitý tvar, dosahují 9 - 12 × 6 - 8 μm a jsou amyloidní.

## Výskyt
Roste většinou v nížinách, teplých listnatých lesích i mimo les (především v parcích). Objevuje se pod duby, habry, lískami a jinými listnáči, k nimž má mykorhizní vazbu. Preferuje světlá místa a půdy s obsahem vápníku. Fruktifikuje od (konce května) června do září (začátku listopadu).

## Rozšíření
Muchomůrka šiškovitá roste ve Středomoří a dále v následujících zemích: Česká republika, Slovensko (výčet není kompletní).
K nejstarším publikovaným lokalitám na území současné České republiky patří Chrudimsko, okolí Prahy a Smečna (sbíral Zvára, publ. Velenovský, 1920), Bučovice (sbíral Neuwirth, publ. Cejp, 1924), pět lokalit v Bučovicích a okolí uvádí Neuwirth (1931), kromě těchto zmiňuje Veselý ještě Zdiby (Zvára) a Sedlec (Neuwirth) u Prahy (1934).
V rámci chráněných území České republiky byly nálezy muchomůrky šiškovité publikovány mimo jiné z následujících lokalit:
- České středohoří[1]
- Český kras[1] (okres Praha-západ)
- Kokořínsko[1]
- Džbán[1]
- Pacova hora[9], resp. Chýnovská jeskyně[10] (okres Tábor)
- V hlubokém[11] (okres Louny)
- Velký vrch[12] (okres Louny)
- Vyšenské kopce[13] (okres Český Krumlov)

## Záměna
V důsledku zbarvení a růstu v teplých oblastech pod listnáči může být zaměněna s dalšími světle zbarvenými druhy podobných stanovišť. Většina z nich je v České republice vzácná, případně se vyskytuje pouze v jižní Evropě:
- muchomůrka vejčitá (Amanita ovoidea) - vzácnější, méně útržků vela (šupiny) na klobouku, vélum po obvodu klobouku
- muchomůrka ježatohlavá (Amanita solitaria) - drobnější, šupiny na klobouku zašpičatělé
- muchomůrka Vittadiniho (Amanita vittadinii) - třeň u báze neztloustlý a hustě pokrytý odstávajícími šupinami vela
- muchomůrka hnědošupinná (Amanita codinae) - středomořský druh, v ČR doposud neobjevena
- muchomůrka štíhlá (Amanita gracilior) - středomořský druh, v ČR doposud neobjevena
- muchomůrka bedlovitá (Amanita lepiotoides) - středomořský druh, v ČR doposud neobjevena, dužnina na řezu červená
- muchomůrka středozemní (Amanita proxima) - středomořský druh, v ČR doposud neobjevena, oranžový kalich
- muchomůrka krátkonohá (Amanita curtipes) - středomořský druh, v ČR doposud neobjevena, pomíjivý prsten, výrazný kalich
- muchomůrka těžká (Amanita ponderosa) - středomořský druh, v ČR doposud neobjevena, pomíjivý prsten, výrazný kalich

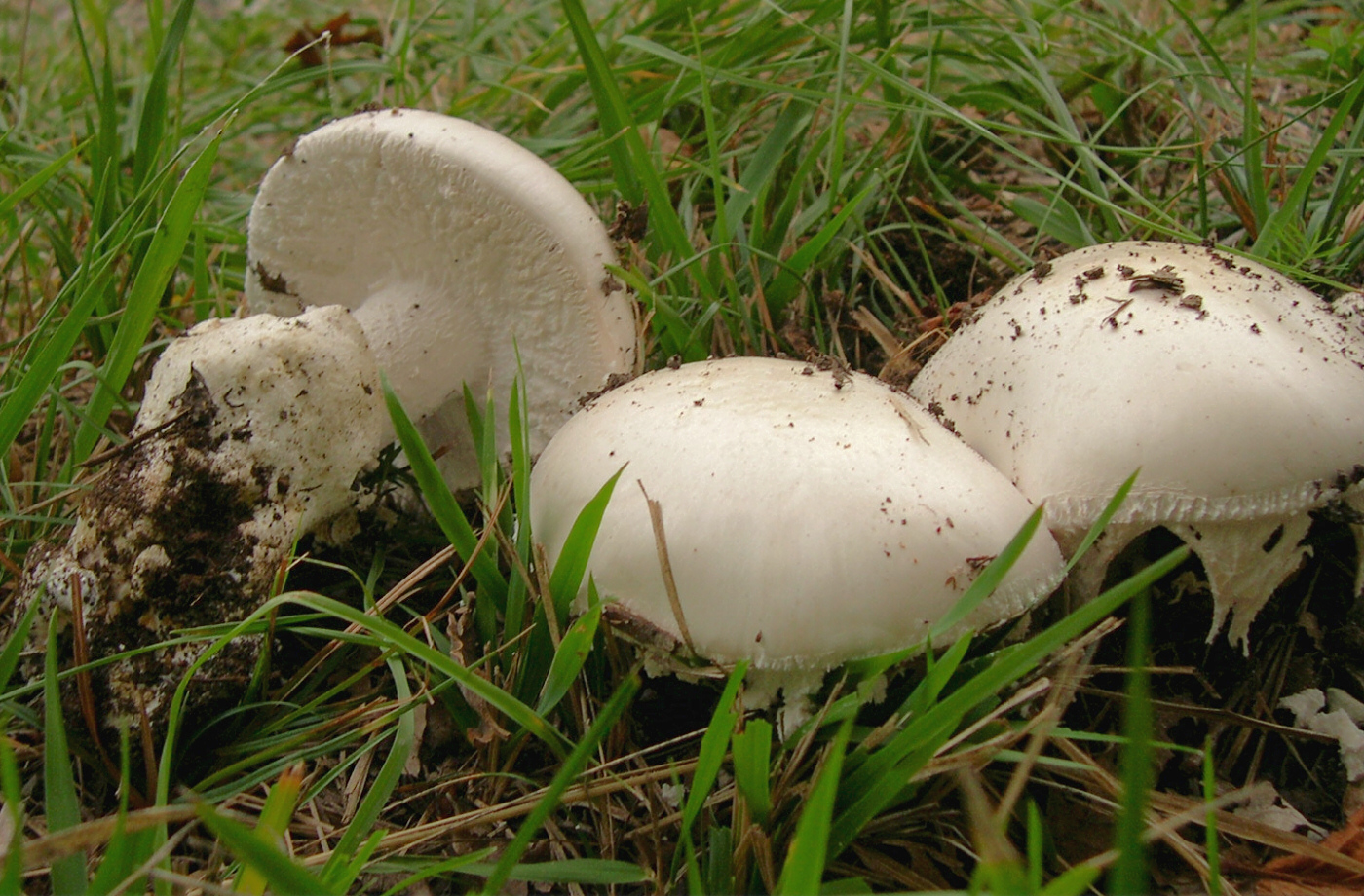
muchomůrka vejčitá
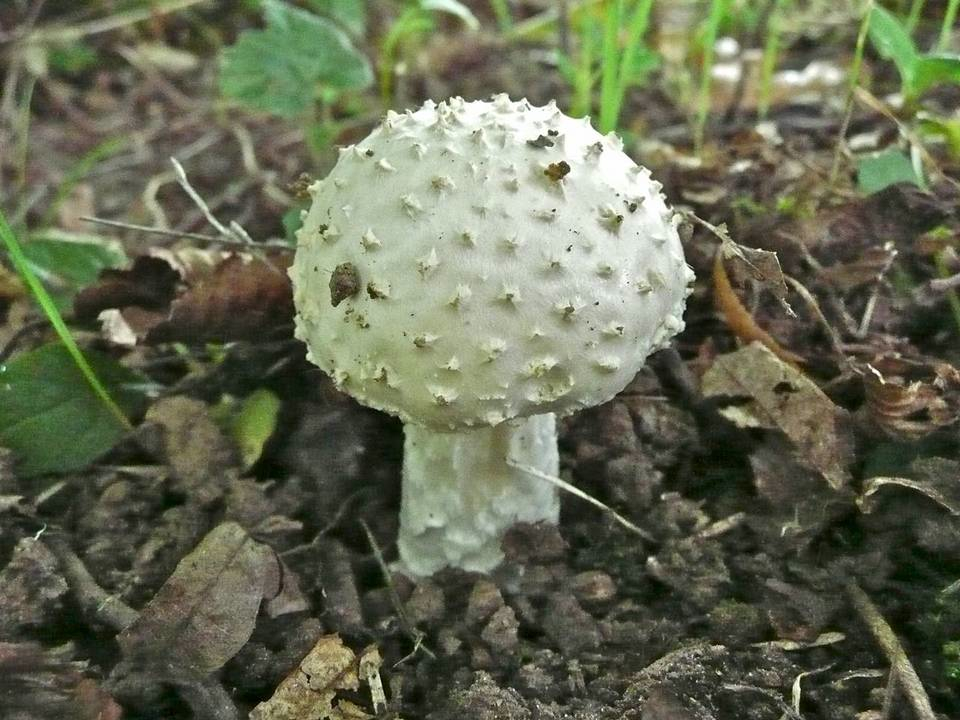
muchomůrka ježatohlavá
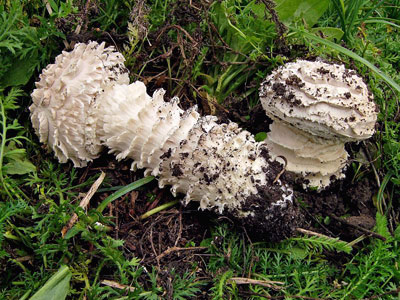
muchomůrka Vittadiniho
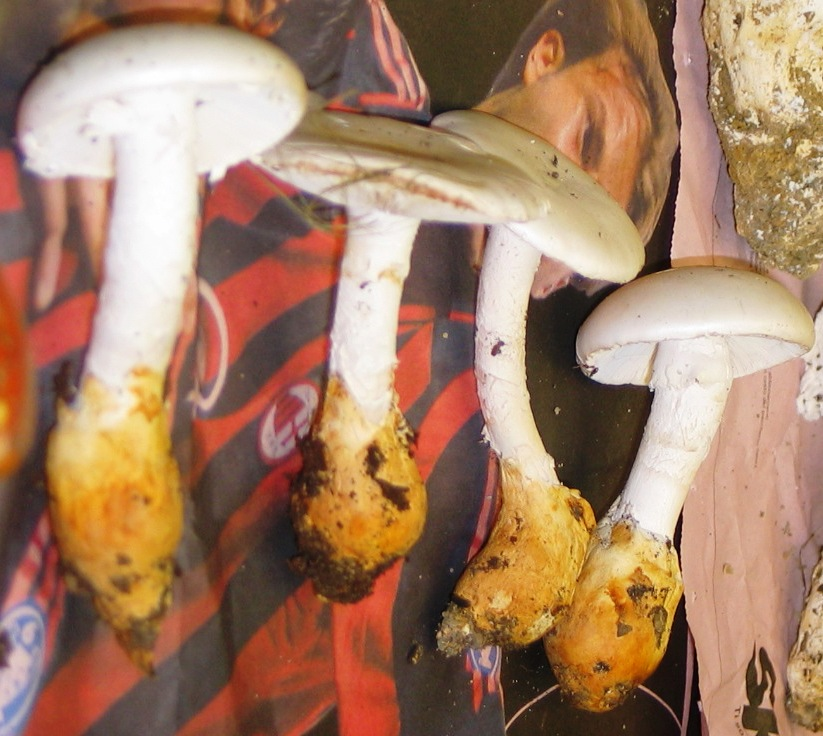
muchom. středozemní
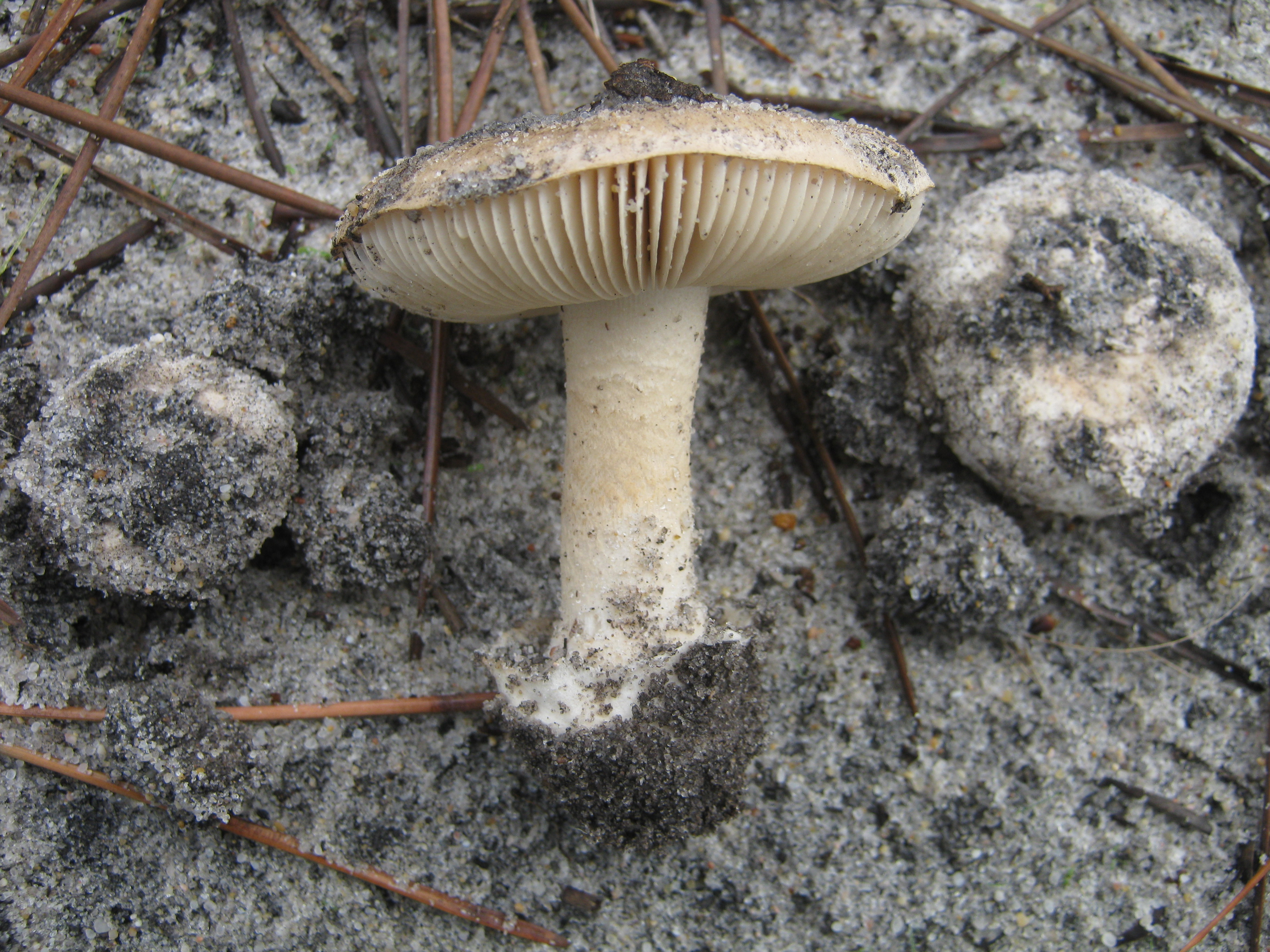
muchomůrka krátkonohá
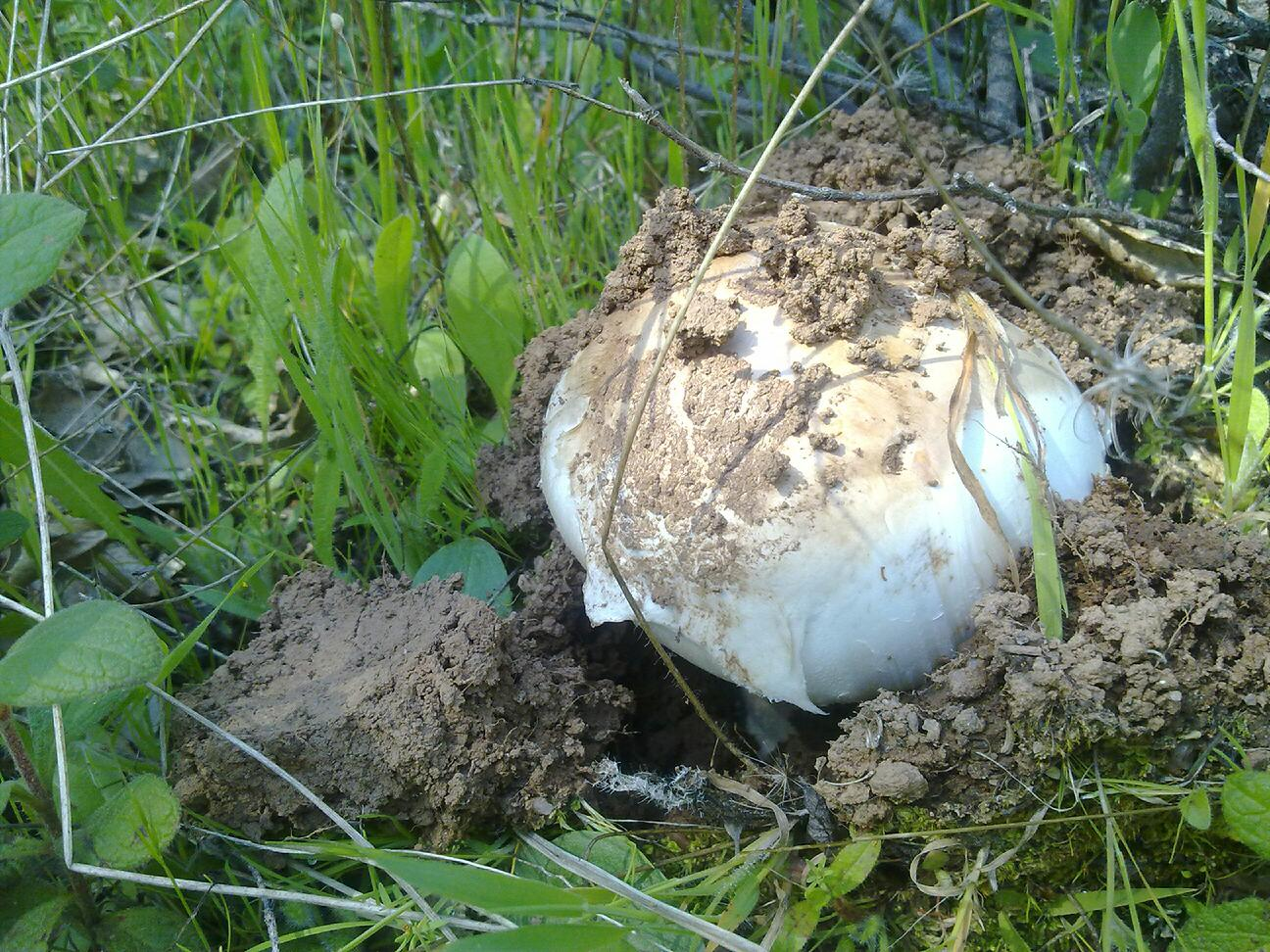
muchomůrka těžká